# Championship Gaming Series
Die Championship Gaming Series (kurz CGS) ist eine ehemalige professionelle Liga für elektronischen Sport aus den Vereinigten Staaten, welche auch außerhalb Nordamerikas ausgetragen wurde.
Gegründet 2007 gehörte die Liga zum US-Satellitenbetreiber DirecTV und wurde in Zusammenarbeit mit British Sky Broadcasting in Europa und STAR TV in Asien betrieben. Die Liga war organisiert wie eine Nordamerikanische Sportliga: es gab einen Draft und die Mannschaften waren Städten zugeordnet. Das erste US-amerikanische Qualifikationsturnier startete am 30. März 2007, die erste TV-Ausstrahlung erfolgte am 9. Juli 2007. Am 18. November 2008 gaben die Verantwortlichen ihr Ende bekannt.

## Disziplinen
In der CGS sind vier verschiedene Computer-/Videospielarten vertreten: ein Taktik-Shooter, ein Beat ’em up, eine Fußballsimulation sowie ein Autorennspiel.
Folgende Spiele wurden im Einzelnen ausgetragen:

### Erste Saison (2007)
- Counter-Strike: Source (PC)
- Dead or Alive 4 (Xbox 360)
- FIFA 07 (PC)
- Project Gotham Racing 3 (Xbox 360)

### Zweite Saison (2008)
- Counter-Strike: Source (PC)
- Dead or Alive 4 (Xbox 360)
- FIFA 08  (PC)
- Forza Motorsport 2 (Xbox 360)

## Regionen
|          | Titel              | Lage                          |
| -------- | ------------------ | ----------------------------- |
| Region 1 | Nordamerika        | Vereinigte Staaten, Kanada    |
| Region 2 | Lateinamerika      | Mexiko, Karibik, Südamerika   |
| Region 3 | Europa             | Europa                        |
| Region 4 | Afrika/Naher Osten | Naher Osten, Afrika, Südasien |
| Region 5 | Asien              | Volksrepublik China, Ostasien |
| Region 6 | Australien         | Australien, Ozeanien          |

## Franchise-Teams
In der ersten Saison gab es sechs Franchise-Teams von sechs verschiedenen großen Städten aus Region 1 (USA und Kanada). Weltweit kamen insgesamt zehn weitere Lizenz-Teams hinzu (vier aus Europa, zwei aus Lateinamerika, drei aus Asien und ein Team aus Australien).
Jedes Franchise besteht aus insgesamt zehn Spielern: fünf Counter-Strike Source Spieler, zwei Dead or Alive 4 Spieler (ein männlicher und ein weiblicher) sowie ein FIFA 2007 (bzw. FIFA 08) und zwei Project Gotham Racing 3 (bzw. Forza Motorsport 2) Spieler.

### Region 1
| Mannschaftsname        | Franchise Standort         | Teammanager                 |
| ---------------------- | -------------------------- | --------------------------- |
| Carolina Core          | Charlotte, North Carolina  | Mark Dolven                 |
| Chicago Chimera        | Chicago, Illinois          | Brian „DKT“ Flander         |
| Dallas Venom           | Dallas, Texas              | Alex „JaX“ Conroy           |
| Los Angeles Complexity | Los Angeles, Kalifornien   | Jason „1“ Lake              |
| New York 3D            | New York City, New York    | Dave „moto“ Geffon          |
| San Francisco Optx     | San Francisco, Kalifornien | Kathleen „kathunter“ Hunter |

Die Lizenzteams aus Los Angeles und New York hatten bereits vor dem ersten Draft Exklusiv-Verträge mit den bestehenden Counter-Strike Teams CompLexity und 3D abgeschlossen und neben den Counter-Strike Spielern auch die Namen für die gesamte Mannschaft übernommen.

### Region 2
| Mannschaftsname   | Franchise Standort        | Teammanager                 |
| ----------------- | ------------------------- | --------------------------- |
| Mexico City Furia | Mexiko-Stadt, Mexiko      | Augusto „NoobZaibot“ Zapata |
| Rio Sinistro      | Rio de Janeiro, Brasilien | Paulo Sergio Velloso        |

### Region 3
| Mannschaftsname    | Franchise Standort                 | Teammanager               |
| ------------------ | ---------------------------------- | ------------------------- |
| Berlin Allianz     | Berlin, Deutschland                | Jonas „bsl“ Vikan         |
| Birmingham Salvo   | Birmingham, Vereinigtes Königreich | Michael „ODEE“ O’Dell     |
| London Mint        | London, Vereinigtes Königreich     | Ben Woodward              |
| Stockholm Magnetik | Stockholm, Schweden                | Emil „HeatoN“ Christensen |

Das Vereinigte Königreich und der Rest Europas haben getrennte Combine-Turniere und Finals. Obwohl Berlin Allianz ein deutsches Franchise war, stand dort bis zuletzt nur ein einziger Deutscher unter Vertrag.

### Region 4
| Mannschaftsname | Franchise Standort                  | Teammanager     |
| --------------- | ----------------------------------- | --------------- |
| Dubai Mirage    | Dubai, Vereinigte Arabische Emirate | Shariff Ibrahim |

Dubai Mirage ist erst seit 2008 ein CGS Team.

### Region 5
| Mannschaftsname     | Franchise Standort         | Teammanager            |
| ------------------- | -------------------------- | ---------------------- |
| Wuhan Dragon        | Wuhan, Volksrepublik China | Chao Ma                |
| Singapore Sword     | Singapur, Singapur         | Steven Yong (interim)  |
| Seoul Jinhwa        | Seoul, Südkorea            | „Crystal“ Sung Eun Kim |
| Kuala Lumpur Taufan | Kuala Lumpur, Malaysia     | Mohd Irman Nawawi      |

Kuala Lumpur Taufan ist erst seit 2008 ein CGS Team.

### Region 6
| Mannschaftsname    | Franchise Standort | Teammanager       |
| ------------------ | ------------------ | ----------------- |
| Sydney Underground | Sydney, Australien | Ben „Racs“ Thomas |

## Ligasystem
Vor dem Start einer CGS Saison gibt es mehrere regionsspezifische Qualifikationsturniere, die Counter-strike Source Teams und den Spielern der anderen Videospiele die Möglichkeit gibt sich zu beweisen. Eine limitierte Anzahl an Mannschaften/Spielern wird auf das so genannte Combine-Turnier eingeladen. Den Teammanagern wird dort die letzte Möglichkeit gegeben sich von den Fähigkeiten der Spieler zu überzeugen. Im darauf folgenden Draft bestimmen die Teammanager der Franchise-Teams in einer zuvor festgelegten Reihenfolge welche Spieler sie unter Vertrag nehmen wollen. Jedes Lizenzteam kann dabei zuvor fünf der zehn bereits im Team befindlichen Spieler festlegen, welche nicht von anderen Mannschaften gedraftet werden können, sondern in der Mannschaft verbleiben (einen so genannten Franchise-Spieler und vier geschützte (protected) Spieler). Beim teambasierten Counter-Strike: Source kann es also passieren, dass nur ein Teil der eingespielten 5er-Mannschaft zusammenbleibt. In der Regel wird jedoch darauf geachtet, dass eingespielte CS-Mannschaften zusammenbleiben.
Die CGS zeichnet sich durch hohes Preisgeld aus und bietet den unter Vertrag genommenen Spielern ein monatliches Gehalt.
Die in der CGS gespielten Videospiele zeigen eine starke Orientierung zur TV-Übertragung auf. So wird zum Beispiel statt des etablierteren Counter-Strikes 1.6 auf das optisch ansprechendere Counter-Strike: Source gesetzt sowie mit kurzen Rundenzeiten und viel Startgeld darauf abgezielt, das Spiel actionreicher zu machen und langsamere Parts zu unterbinden.
Besonders in Europa hat die CGS einen schweren Start. Bereits seit längerem etablierte Ligastrukturen, schlecht organisierte Online-Qualifikationsturniere für die erste CGS-Saison sowie die schlechte Informationsvergabe und zuletzt das teure Anreisen zu dem europäischen Combine-Turnier in Birmingham haben dazu geführt, dass viele europäische Topteams bzw. Topspieler erst gar nicht zum ersten europäischen Combine-Turnier nach England gefahren sind.

## Ergebnisse

### Saison 2007
Das erste große Finale der Region 1 fand am 30. Juli 2007 in Los Angeles statt. Chicago Chimera besiegte Carolina Core mit 22:21 und wurde damit zum ersten regionalen CGS Gewinner. Gewinner des Latein-Amerikanischen Finales wurde Mexico City Furia mit nur einem Punkt Vorsprung gegen Rio Sinistro (23:22). Gewinner des europäischen Finales wurde Berlin Allianz knapp mit 30:28 gegen Stockholm Magnetik und im getrennt stattfindenden Finale der britischen Teams gewann London Mint gegen Birmingham Salvo mit 31:19. Erster Gewinner der Pan Asia Finals (Regionen 4, 5 und 6) wurde Singapore Sword deutlich mit 30:18 gegen Sydney Underground.
- Grand Final

|  | Viertelfinale      | Viertelfinale    |                 |    | Halbfinale | Halbfinale |  |  | Finale | Finale |
|  |                    |                  |                 |    |            |            |  |  |        |        |
|  | Carolina Core      | 28               |                 |    |            |            |  |  |        |        |
|  | London Mint        | 18               |                 |    |            |            |  |  |        |        |
|  | London Mint        | 18               | Carolina Core   | 22 |            |            |  |  |        |        |
|  |                    |                  | Carolina Core   | 22 |            |            |  |  |        |        |
|  |                    | Berlin Allianz   | 21              |    |            |            |  |  |        |        |
|  | Mexico City Furia  | Berlin Allianz   | 21              | 21 |            |            |  |  |        |        |
|  | Mexico City Furia  |                  |                 | 21 |            |            |  |  |        |        |
|  | Berlin Allianz     | 25               |                 |    |            |            |  |  |        |        |
|  |                    |                  | Carolina Core   | 15 |            |            |  |  |        |        |
|  |                    | Chicago Chimera  | 27              |    |            |            |  |  |        |        |
|  | Chicago Chimera    | 34               |                 |    |            |            |  |  |        |        |
|  | Stockholm Magnetik | 9                |                 |    |            |            |  |  |        |        |
|  | Stockholm Magnetik | 9                | Chicago Chimera | 25 |            |            |  |  |        |        |
|  |                    |                  | Chicago Chimera | 25 |            |            |  |  |        |        |
|  |                    | Birmingham Salvo | 17              |    |            |            |  |  |        |        |
|  | Singapore Sword    | Birmingham Salvo | 17              | 18 |            |            |  |  |        |        |
|  | Singapore Sword    |                  |                 | 18 |            |            |  |  |        |        |
|  | Birmingham Salvo   | 28               |                 |    |            |            |  |  |        |        |

| Platz | Mannschaft         | Preisgeld |
| ----- | ------------------ | --------- |
| 1     | Carolina Core      | $500.000  |
| 2     | Chicago Chimera    | $150.000  |
| 3-4   | Birmingham Salvo   | $70.000   |
| 3-4   | Berlin Allianz     | $70.000   |
| 5-8   | Singapure Sword    | $30.000   |
| 5-8   | Stockholm Magnetik | $30.000   |
| 5-8   | Mexico Furia       | $30.000   |
| 5-8   | London Mint        | $30.000   |

Die ersten CGS World Finals fanden vom 6. bis zum 14. Dezember 2007 in Los Angeles statt wo elf der insgesamt sechsten Franchise-Teams um ein Gesamtpreisgeld von einer Million US-Dollar kämpften. Zusätzlich zu den vier Standardspielen fand auch ein World-of-Warcraft-Turnier statt. Im Gesamtfinale gelang es diesmal Carolina Core über Chicago Chimera zu triumphieren. Auch die CGS Individual Finals, wo nur die Gewinner der einzelnen Disziplinen jeder Region unabhängig vom Gesamtteam aufeinander treffen, wurde von den US-amerikanischen Vertretern dominiert. Einzig in Dead or Alive 4 gewann mit Singapore Sword ein nicht US-Team.

### Saison 2008
- Grand Final

|  | Viertelfinale      | Viertelfinale      |                  |    | Halbfinale | Halbfinale |  |  | Finale | Finale |
|  |                    |                    |                  |    |            |            |  |  |        |        |
|  | Birmingham Salvo   | 22                 |                  |    |            |            |  |  |        |        |
|  | Mexico City Furia  | 19                 |                  |    |            |            |  |  |        |        |
|  | Mexico City Furia  | 19                 | Birmingham Salvo | 21 |            |            |  |  |        |        |
|  |                    |                    | Birmingham Salvo | 21 |            |            |  |  |        |        |
|  |                    | Carolina Core      | 20               |    |            |            |  |  |        |        |
|  | Carolina Core      | Carolina Core      | 20               | 29 |            |            |  |  |        |        |
|  | Carolina Core      |                    |                  | 29 |            |            |  |  |        |        |
|  | Wuhan Dragon       | 13                 |                  |    |            |            |  |  |        |        |
|  |                    |                    | Birmingham Salvo | 22 |            |            |  |  |        |        |
|  |                    | San Francisco Optx | 15               |    |            |            |  |  |        |        |
|  | Berlin Allianz     | 26                 |                  |    |            |            |  |  |        |        |
|  | Sydney Underground | 14                 |                  |    |            |            |  |  |        |        |
|  | Sydney Underground | 14                 | Berlin Allianz   | 14 |            |            |  |  |        |        |
|  |                    |                    | Berlin Allianz   | 14 |            |            |  |  |        |        |
|  |                    | San Francisco Optx | 27               |    |            |            |  |  |        |        |
|  | Dallas Venom       | San Francisco Optx | 27               | 19 |            |            |  |  |        |        |
|  | Dallas Venom       |                    |                  | 19 |            |            |  |  |        |        |
|  | San Francisco Optx | 23                 |                  |    |            |            |  |  |        |        |

| Platz | Mannschaft         | Preisgeld |
| ----- | ------------------ | --------- |
| 1     | Birmingham Salvo   | $500.000  |
| 2     | San Francisco Optx | $150.000  |
| 3-4   | Carolina Core      | $70.000   |
| 3-4   | Berlin Allianz     | $70.000   |
| 5-8   | Sydney Underground | $30.000   |
| 5-8   | Dallas Venom       | $30.000   |
| 5-8   | Wuhan Dragon       | $30.000   |
| 5-8   | Mexico Furia       | $30.000   |

## Verweise